# Alvalade (Lisboa)
Alvalade é uma freguesia portuguesa do município de Lisboa, pertencente à Zona Centro da capital, com 5,34 km² de área e 33 309 habitantes (censo de 2021). A sua densidade populacional é 6 237,6 hab./km².
A designação de Alvalade parece ter origem na designação árabe "Al Balade", que significa lugar habitado e murado.
Aqui se travou, cerca de 1321, a batalha de Alvalade entre D. Dinis e seu filho, o futuro D. Afonso IV.
A paróquia homónima de Alvalade tem por orago Santa Joana Princesa, mas, após o alargamento de 2012, a freguesia inclui ainda no seu território as paróquias de São João de Brito (orago da antiga freguesia do mesmo nome) e dos Santos Reis (orago do Campo Grande).

## História
Foi uma das 12 freguesias criadas pela reorganização administrativa da cidade de Lisboa de 7 de fevereiro de 1959, por desanexação da freguesia de Campo Grande.
Na sequência da reorganização administrativa de 2012, que entrou em vigor após as eleições autárquicas de 2013, a freguesia reuniu no seu território as antigas freguesias de Alvalade, do Campo Grande e de São João de Brito, para além de pequenas parcelas de território anteriormente pertencentes às freguesias de Marvila, São Domingos de Benfica e São João de Deus (esta última extinta).

## Demografia
A população registada nos censos foi:
Antes da reorganização administrativa de 2013
| Distribuição da População por Grupos Etários | Distribuição da População por Grupos Etários | Distribuição da População por Grupos Etários | Distribuição da População por Grupos Etários | Distribuição da População por Grupos Etários |
| -------------------------------------------- | -------------------------------------------- | -------------------------------------------- | -------------------------------------------- | -------------------------------------------- |
| Ano                                          | 0-14 Anos                                    | 15-24 Anos                                   | 25-64 Anos                                   | > 65 Anos                                    |
| 2001                                         | 856                                          | 1039                                         | 4432                                         | 3393                                         |
| 2011                                         | 1023                                         | 753                                          | 4299                                         | 2794                                         |

Após a reorganização administrativa de 2013
| Distribuição da População por Grupos Etários | Distribuição da População por Grupos Etários | Distribuição da População por Grupos Etários | Distribuição da População por Grupos Etários | Distribuição da População por Grupos Etários |
| -------------------------------------------- | -------------------------------------------- | -------------------------------------------- | -------------------------------------------- | -------------------------------------------- |
| Ano                                          | 0-14 Anos                                    | 15-24 Anos                                   | 25-64 Anos                                   | > 65 Anos                                    |
| 2021                                         | 4639                                         | 3329                                         | 17104                                        | 8237                                         |

À data da junção das freguesias, a população registada no censo anterior (2011) foi:

Freguesias existentes antes do alargamento em 2012 da freguesia de Alvalade

| Freguesia atual | Freguesia atual  | Freguesia atual | Freguesias antigas | Freguesias antigas | Freguesias antigas |
| Freguesia       | População (2011) | Área (km²)      | Freguesia          | População (2011)   | Área (km²)         |
| --------------- | ---------------- | --------------- | ------------------ | ------------------ | ------------------ |
| Alvalade        | 31 813           | 5,34            | Alvalade           | 8869               | 0,60               |
| Alvalade        | 31 813           | 5,34            | Campo Grande       | 10 514             | 2,45               |
| Alvalade        | 31 813           | 5,34            | São João de Brito  | 11 727             | 2,23               |

## Urbanismo
O Bairro tem por base o “Plano de Urbanização da Zona a Sul da Avenida Alferes Malheiro”, que atualmente se designa de Avenida do Brasil, cuja autoria foi do arquiteto Faria da Costa, este sugeria um desenho urbano baseado nas tipologias de quarteirão fechado, circunscritos por ruas contínuas, assentes num sistema pouco hierarquizado. Previa ainda duas grandes avenidas que partiam de um único ponto, o cruzamento da Avenida de Roma com o caminho-de-ferro, e que eram o prolongar da Avenida de Roma até à Avenida Alferes Malheiro (atual Avenida do Brasil) junto do Hospital Júlio de Matos. Este plano aconteceu devido à carência de oferta de habitação da cidade, devido ao crescimento populacional, principalmente nas habitações de renda económica. O plano foi efetuado através de vários planos e de vários arquitetos, sendo que cada um ficou com uma célula da mesma por concretizar, o que fez com que houvesse uma grande variedade de construções dos mais diversos arquitetos. A possibilidade de se aceitar a variedade fez com que Alvalade se tornasse um sítio experimental para a arquitetura, com as mais diversas propostas habitacionais, sem que se perdesse o controlo harmonioso de todo um conjunto. Este método, de que um plano urbanístico pode ir evoluindo durante a sua implementação ainda é, hoje em dia, um método por explorar. Quando se passou para o plano de detalhe houve pequenas alterações no plano geral, no entanto as principais ideias foram mantidas.
Este plano de urbanização teve a introdução de “unidade de vizinhança” em 1944, que veio a determinar a estrutura apresentada hoje pelo Bairro de Alvalade. Determinaram-se assim oito células, abrangendo três freguesias distintas da cidade de Lisboa. As freguesias conglobadas pelo plano são: Campo Grande (células 1 e 2), São João de Brito (células 3, 4, 5 e 6) e Alvalade (células 7 e 8). Nos limites correspondem importantes vias da cidade de Lisboa: Avenida do Brasil (a norte), Avenida Gago Coutinho (a nascente), linha férrea (a sul), Rua de Entre-campos e Campo Grande (a poente).
Existem oito projetos tipo deste bairro, que foram designados de A a H. O tipo A corresponde ao piso térreo vazado sobre pilotis e o tipo B ao piso térreo destinado ao uso comercial, são os únicos utilizados na zona central do bairro. Os do tipo E, F e G são considerados variantes para situações de gaveto. Por ultimo, o tipo H, é referente a uma pequena construção comercial que se encontra no interior dos logradouros. Em 1951 inicia-se a Planta de Divisão dos Lotes, sendo iniciado em 1952 a construção.
Esta área caracterizava-se pela ocupação rural da periferia de Lisboa, onde era predominante as áreas de cultivo e quintas, havendo também pequenos aglomerados de casas acompanhados por pequenas estradas. A urbanização concretizou-se sobre esses aglomerados, tendo sempre em conta as pré-existências incorporando-os no novo tecido urbano, sendo divididos em três níveis de pré-existências incorporados, primeiro as principais estradas de acesso a Lisboa, segundo os pequenos aglomerados junto a essas estradas e, por fim, as construções isoladas de maior valor arquitetónico, como é exemplo a Igreja Paroquial dos Santos Reis Magos do Campo Grande, o Chafariz de Entre-campos, a Quinta dos Lagares d’el Rei e o Palácio dos Coruchéus. Deste modo, verifica-se uma atitude de carácter culturalista, integrando os elementos existentes do passado, mesmo sendo alguns sem carácter arquitetónico significativo, assumindo o que existia como algo importante para a nova construção.
Por fim, a década de 1960 já corresponderam a uma última edificação do Bairro de Alvalade, apenas efetuando os estudos de pormenor que faltariam concretizar, tentando acentuar a construção de forma mais orgânica evitando as opções mais racionalistas, como é exemplo a Urbanização de Lagares d’El Rei, na célula 8.

## Sede e Delegações da Junta de Freguesia
Sede / Serviços Centrais (Alvalade) - Largo Machado de Assis, S/N
Polo de Atendimento Azinhaga dos Barros / Pavilhão Municipal da Freguesia de Alvalade (Campo Grande) - Rua Mem de Sá, S/N
Polo de Atendimento Avenida Rio de Janeiro / Biblioteca Manoel Chaves Caminha (São João de Brito) - Avenida Rio de Janeiro, 30-A

## Universidades
Na freguesia de Alvalade estão localizadas algumas das maiores e mais prestigiadas Universidades do país, tanto públicas como privadas, de onde se destacam de entre as públicas a Cidade Universitária da Universidade de Lisboa, a maior universidade do país, e o Instituto Universitário de Lisboa (ISCTE), e de entre as privadas a Universidade Católica Portuguesa e a Universidade Lusófona de Humanidades e Tecnologias.
A reitoria e algumas faculdades da Universidade de Lisboa, aquelas que pertenciam à outrora Universidade Clássica de Lisboa, uma das precursoras da atual universidade, (Direito, Letras, Psicologia, Ciências, Medicina, Medicina Dentária e Farmácia) estão localizadas na freguesia de Alvalade, na denominada Cidade Universitária. Além das faculdades, outras infraestruturas da universidade como o Estádio Universitário de Lisboa, algumas cantinas e residências também se localizam na mesma freguesia.

## Património
- Solar da Quinta dos Lagares d'El-Rei (anexos e quintal).
- Mariazinha (Loja antiga).

Cuja parcela de terreno foi cedida para a construção da recente Igreja de Santa Joana Princesa, desenho do arquiteto Diogo Lino Pimentel.

## Arruamentos
A freguesia de Alvalade contém 200 arruamentos. São eles:
- Alameda da Universidade
- Alameda das Linhas de Torres[nota 3]
- Autoparque Sabugosa
- Avenida Almirante Gago Coutinho[nota 4]
- Avenida Álvaro Pais[nota 5]
- Avenida Cinco de Outubro[nota 5]
- Avenida da Igreja
- Avenida da República[nota 6]
- Avenida das Forças Armadas[nota 7]
- Avenida de Roma[nota 4]
- Avenida do Brasil
- Avenida do Rio de Janeiro
- Avenida Dom Rodrigo da Cunha
- Avenida dos Combatentes[nota 7]
- Avenida dos Estados Unidos da América
- Avenida Frei Miguel Contreiras
- Avenida General Norton de Matos[nota 8]
- Avenida José Régio[nota 9]
- Avenida Lusíada[nota 10]
- Avenida Marechal António de Spínola[nota 11]
- Avenida Marechal Craveiro Lopes[nota 12]
- Avenida Marechal Gomes da Costa[nota 13]
- Avenida Padre Cruz[nota 3]
- Avenida Professor Aníbal de Bettencourt
- Avenida Professor Egas Moniz
- Avenida Professor Gama Pinto[nota 5]
- Avenida Rui Nogueira Simões[nota 14]
- Avenida Santa Joana Princesa
- Azinhaga da Fonte do Louro[nota 15]
- Azinhaga das Galhardas[nota 3]
- Azinhaga das Murtas
- Azinhaga dos Barros
- Campo Grande[nota 16]
- Estrada da Portela
- Jardim Eduardo Teixeira Coelho
- Jardim Manuel Azevedo Coutinho
- Jardim Mário Soares
- Jardim Ruy Jervis d'Athouguia
- Largo Central
- Largo Cristóvão Aires
- Largo do Pote de Água
- Largo Fernandes Costa
- Largo Frei Heitor Pinto
- Largo Frei Luís de Sousa
- Largo João Vaz
- Largo Machado de Assis
- Largo Ribeiro Cristino
- Largo Rodrigues Cordeiro
- Miradouro de São João de Brito
- Praça Andrade Caminha
- Praça de Alvalade
- Praça do Aeroporto[nota 17]
- Praça Francisco de Morais
- Praça Gonçalo Trancoso
- Rua Aboim Ascensão
- Rua Acácio de Paiva
- Rua Afonso Lopes Vieira
- Rua Alberto de Oliveira
- Rua Alberto Osório de Castro
- Rua Alexandre Rey Colaço
- Rua Alferes Malheiro
- Rua Alfredo Cortês
- Rua Alfredo Mesquita
- Rua Antero de Figueiredo
- Rua Antónia Pusich
- Rua António Albino Machado[nota 14]
- Rua António Andrade
- Rua António Aniceto Monteiro
- Rua António Ferreira
- Rua António Patrício
- Rua António Ramalho
- Rua Aprígio Mafra
- Rua Arlindo Rodrigues
- Rua Augusto Gil[nota 4]
- Rua Azevedo Neves[nota 14]
- Rua Bernarda Ferreira de Lacerda
- Rua Branca de Gonta Colaço
- Rua Branca Edmée Marques
- Rua Bulhão Pato
- Rua Camilo Pessanha
- Rua Carlos Antero Ferreira
- Rua Carlos de Seixas
- Rua Carlos Lobo d'Ávila
- Rua Carlos Malheiro Dias
- Rua Carlos Mayer
- Rua Castelo Branco Chaves
- Rua Cipriano Martins
- Rua Conde de Arnoso
- Rua Conde de Ficalho
- Rua Conde de Sabugosa
- Rua Constantino Fernandes
- Rua Coronel Bento Roma
- Rua Coronel Marques Leitão
- Rua das Camélias
- Rua das Mimosas
- Rua das Murtas[nota 3]
- Rua David de Almeida
- Rua David de Sousa[nota 4]
- Rua de Entrecampos[nota 4]
- Rua de São João de Brito
- Rua de Trás-os-Montes
- Rua Diogo Bernardes
- Rua do Bairro
- Rua do Centro Cultural
- Rua do Sol ao Bairro de São João de Brito
- Rua Dom Alberto Bramão
- Rua Dom Francisco de Sousa Coutinho
- Rua Dom Luís da Cunha
- Rua Dom Pedro de Cristo
- Rua Domingos Bomtempo
- Rua dos Lagares D'El-Rei
- Rua dos Resistentes
- Rua Dr. Gama Barros
- Rua Dr. João Soares
- Rua Duarte Lobo
- Rua Eduardo de Noronha
- Rua Eduardo Portugal
- Rua Eduardo Vidal
- Rua Eng.º Caldeira Rodrigues
- Rua Engenheiro Manuel Rocha
- Rua Epifânio Dias
- Rua Ernesto de Vasconcelos
- Rua Esmeraldo de Oliveira Cruz
- Rua Eugénio de Castro
- Rua Eugénio de Castro Rodrigues
- Rua Fausto Guedes Teixeira
- Rua Fernando Caldeira
- Rua Fernando Pessoa
- Rua Fernando Silva
- Rua Fernão Álvares do Oriente
- Rua Filipe Magalhães
- Rua Florbela Espanca
- Rua Flores do Lima
- Rua Francisco Andrade
- Rua Francisco Franco
- Rua Francisco Lourenço da Fonseca
- Rua Frei Amador Arrais
- Rua Frei Joaquim de Santa Rosa de Viterbo[nota 14]
- Rua Frei Manuel Cardoso
- Rua Frei Tomé de Jesus
- Rua General Firmino Miguel[nota 14]
- Rua General Pimenta de Castro
- Rua Guilherme de Azevedo
- Rua Guilherme de Faria
- Rua Guilhermina Suggia
- Rua Helena Félix
- Rua Infante Dom Pedro
- Rua Jerónimo Corte-Real
- Rua João de Deus Ramos
- Rua João Lúcio
- Rua João Ribas
- Rua João Saraiva
- Rua João Villaret[nota 4]
- Rua Joaquim Maria Fernandes Marques
- Rua Joaquim Rocha Cabral
- Rua Jorge Colaço
- Rua Jorge Ferreira de Vasconcelos
- Rua José Carlos dos Santos
- Rua José d'Esaguy
- Rua José Duro
- Rua José Lins do Rego
- Rua José Pinheiro de Melo
- Rua José Santa Camarão
- Rua Lopes de Mendonça
- Rua Lúcio de Azevedo[nota 14]
- Rua Luís Augusto Palmeirim
- Rua Madre Purificação dos Anjos Silva
- Rua Maria Amália Vaz de Carvalho
- Rua Maria Teresa Ramalho (Tareka)
- Rua Mário de Sá Carneiro
- Rua Marquês do Soveral
- Rua Marquesa de Alorna
- Rua Mem de Sá
- Rua Moniz Barreto
- Rua Moura Girão
- Rua Nuno Ferrari
- Rua Odette de Saint-Maurice
- Rua Oliveira Martins[nota 4]
- Rua Paul Choffat
- Rua Paul Harris
- Rua Pedro Ivo
- Rua Prof. António Flores
- Rua Prof. Oliveira Marques
- Rua Prof.ª Teresa Ambrósio
- Rua Professor Veiga Beirão
- Rua Raúl Brandão
- Rua Reinaldo Ferreira
- Rua Ricardo Jorge
- Rua Rosália de Castro
- Rua Silva e Albuquerque
- Rua Teixeira de Pascoais
- Rua Tomás da Fonseca[nota 14]
- Rua Viana da Mota
- Rua Violante do Céu
- Rua Visconde de Seabra
- Travessa Aboim Ascensão
- Travessa da Fonte
- Travessa do Chafariz ao Bairro de São João de Brito
- Travessa do Pote de Água
- Travessa Henrique Cardoso